# Campodus
Campodus is een geslacht van uitgestorven eugeneodontide Holocephali uit het Carboon. Waarschijnlijk een van de vroegste en meest basale caseodontoïden, kan het worden gekenmerkt door zijn brede, met ribbels versierde plettende tanden, gemaakt van verschillende soorten dentine. De typesoort Campodus agassizianus werd oorspronkelijk benoemd in 1844 op basis van een klein aantal tanden uit het Namurien van België.
Extra fossielen zijn verwezen aan het geslacht. Deze omvatten Belgische exemplaren verwezen door Lohest (1884), fossielen uit Missouri verwezen door Zangerl (1981) en symphyseale tandkransen uit Nebraska en Kansas verwezen door Eastman (1902). De tandkransen kregen hun eigen soort Campodus variabilis. Ze deelden enige gelijkenis met een enorm kaakapparaat van Agassizodus gevonden in Osage County (Kansas) en benoemd door St. John & Worthen (1875). Dit heeft sommige auteurs tot de conclusie geleid dat Agassizodus en Campodus synoniemen waren. Anderen merken echter op dat duidelijk herkenbare Campodus-tanden niet zijn gevonden in dezelfde gebieden van waaruit Agassizodus oorspronkelijk werd beschreven. Ginter (2018) concludeerde dat Eastmans Campodus variabilis en St. John & Worthen (1875)s Agassizodus tot noch Campodus noch Agassizodus behoorden, en in plaats daarvan een nieuw naamloos geslacht vertegenwoordigden. Ginter verwees bovendien een exemplaar uit Derbyshire, Engeland naar Campodus agassizianus.